# Valeri Rojdestvenski
Pour les articles homonymes, voir Rojdestvenski.
Valeri Ilitch Rojdestvenski (en russe : Валерий Ильич Рождественский ; ISO 9 : Valerij Il'ič Roždestvenskij) est un cosmonaute soviétique, né le 13 février 1939 et mort le 31 août 2011.

## Biographie
Avant d'être cosmonaute, Rojdestvenski était commandant d'une unité de plongeurs militaires.

## Vols réalisés
Il réalise un unique vol comme ingénieur de vol à bord de Soyouz 23, le 14 octobre 1976. Le vaisseau ne parvient pas à s'amarrer à Saliout 5 et atterrit le 16 octobre 1976.